# العلاقات السعودية الهندية

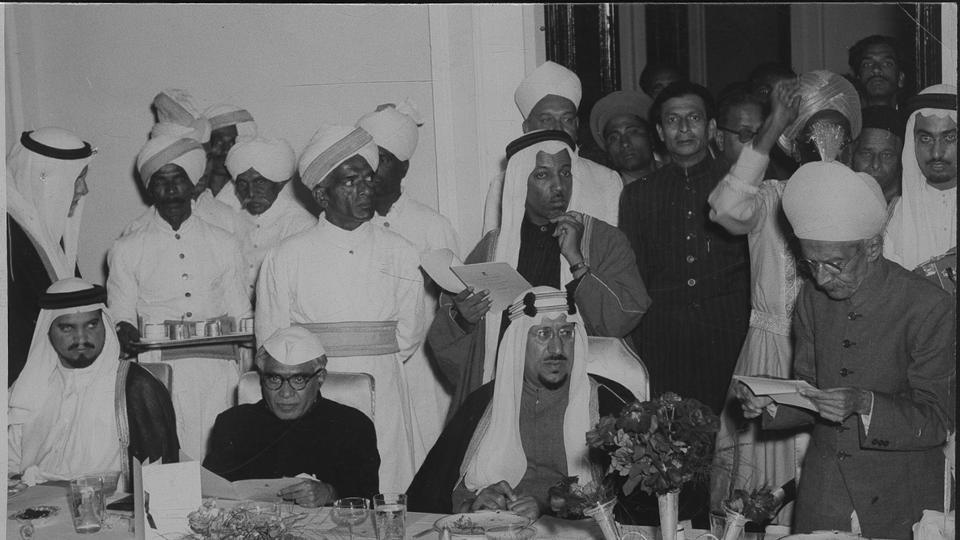
نظام حيدر أباد مير عثمان علي خان (أقصى اليمين) مع الملك سعود (جالساً، الثالث من اليسار) في قصر فالكنوما، عام 1955.

العلاقات الهندية السعودية أو العلاقات السعودية الهندية هي العلاقات الثنائية التي تجمع بين جمهورية الهند والمملكة العربية السعودية. العلاقات بين البلدين بشكل عام قوية وعميقة خاصة العلاقات التجارية. بلغ مجموع التبادلات التجارية الثنائية بين الهند والمملكة العربية السعودية في السنة المالية 2017-18 27.48 مليار دولار أمريكي، في حين بلغت 25.1 مليار دولار أمريكي في 2016-17. بلغت صادرات المملكة العربية السعودية إلى الهند 22.06 مليار دولار أمريكي في حين بلغت صادرات الهند إلى السعودية 5.41 مليار دولار أمريكي.

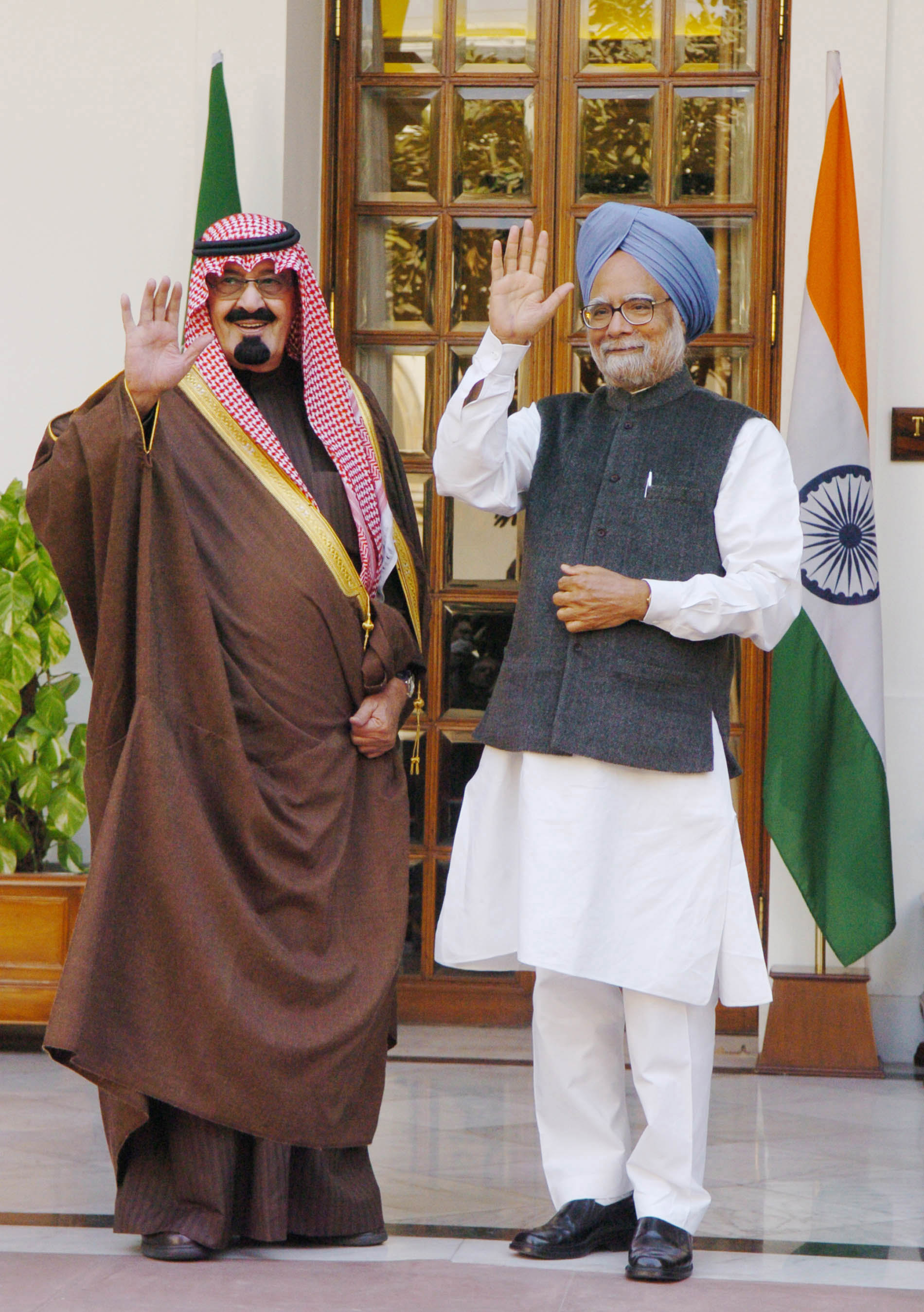
رئيس الوزراء الهندي مانموهان سينغ مع الملك عبد الله في نيودلهي، في 25 يناير 2006

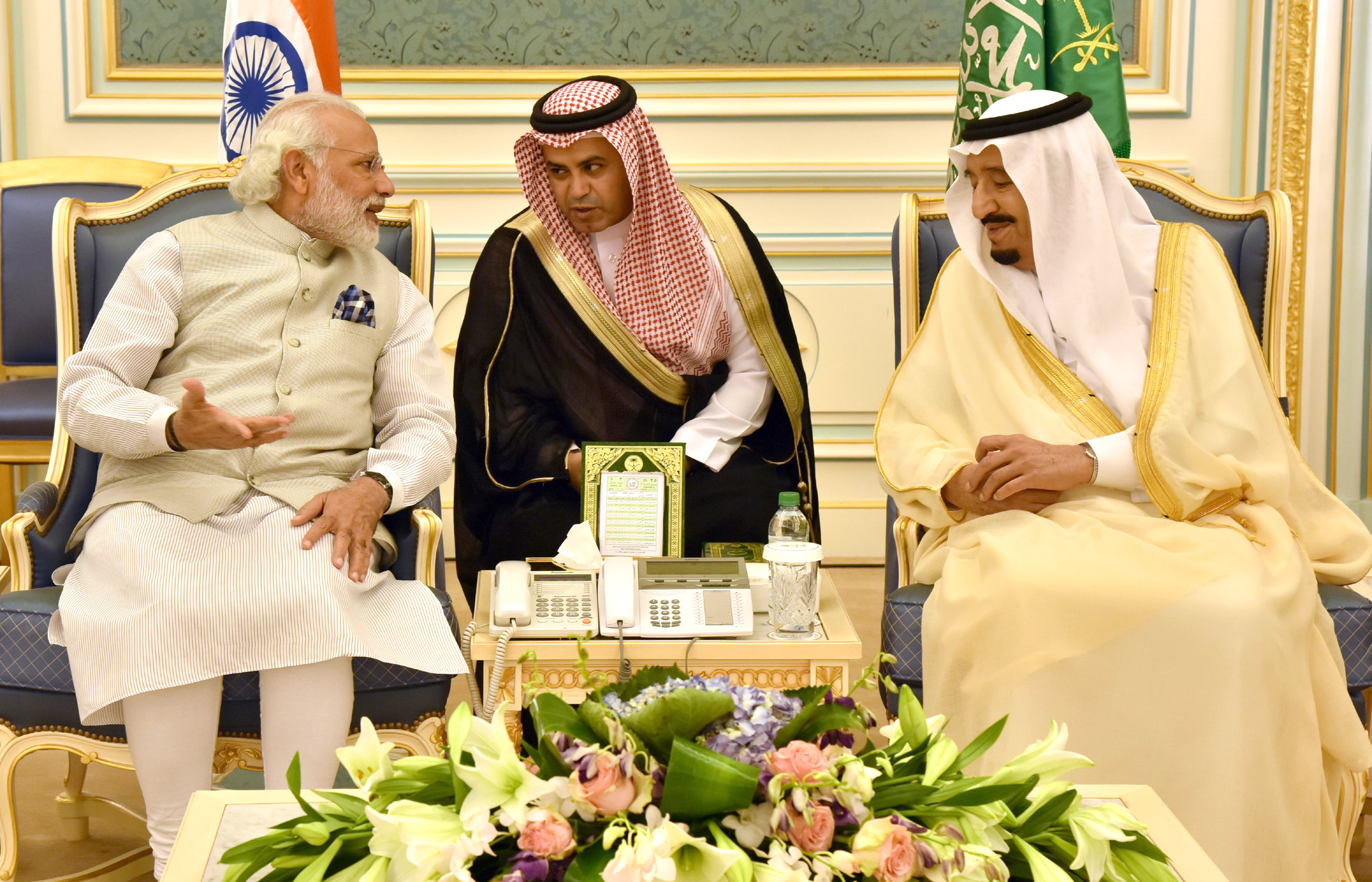
رئيس الوزراء ناريندرا مودي يلتقي الملك سلمان في الديوان الملكي بالرياض عام 2016.

## التاريخ
يعود تاريخ الروابط التجارية والثقافية بين الهند القديمة والجزيرة العربية إلى الألفية الثالثة قبل الميلاد. بحلول عام 1000 بعد الميلاد، ازدهرت العلاقات التجارية بين جنوب الهند والجزيرة العربية وأصبحت العمود الفقري للاقتصاد العربي. كان التجار العرب يحتكرون تجارة التوابل بين الهند وأوروبا إلى غاية ظهور الإمبراطوريات الأوروبية الإمبريالية. كانت الهند من أوائل الدول التي أقامت علاقات مع الدولة السعودية الثالثة. خلال الثلاثينيات من القرن الماضي، مولت الهند البريطانية بشكل كبير إمارة نجد.
تم تأسيس العلاقات الدبلوماسية الرسمية بين الهند المعاصرة والسعودية بعد فترة وجيزة من استقلال الهند في عام 1947. تعززت العلاقات بين البلدين بدرجة كبيرة بفضل التعاون في الشؤون الإقليمية والتجارة. تعد المملكة العربية السعودية واحدة من أكبر موردي النفط إلى الهند، أما هذه الأخيرة فهي ضمن أكبر سبعة شركاء تجاريين للسعودية وخامس أكبر مستثمر في المملكة.
على مدار السنوات، قام أربع من رؤساء وزراء الهند بزيارة رسمية إلى المملكة العربية السعودية: جواهر لال نهرو (1955)، وأنديرا غاندي (1982)، ومانموهان سينغ (2010)، وناريندرا مودي (2016). لدى البلدان وجهات نظر متشابهة بخصوص مكافحة الإرهاب.

## خلفية
منذ استقلالها في عام 1947، سعت الهند للحفاظ على علاقات قوية مع المملكة العربية السعودية، وهي قوة إقليمية وقاعدة تجارية مهمة في غرب آسيا. في زيارة كبيرة قام بها الملك سعود إلى الهند في نوفمبر 1955، اتفقت الدولتان على تشكيل علاقاتهما على أساس المبادئ الخمسة للتعايش السلمي. يتواجد في المملكة العربية السعودية أكثر من 1.4 مليون عامل هندي. كانت الهند الدولة الوحيدة في جنوب آسيا التي اعترفت بجمهورية أفغانستان الديمقراطية المدعومة من الاتحاد السوفيتي، في حين كانت المملكة العربية السعودية واحدة من الداعمين الرئيسيين للمجاهدين الأفغان، الذين حاربوا السوفييت وحلفائهم الأفغان.

## تنمية العلاقات الثنائية
تأثرت علاقات الهند الاستراتيجية مع المملكة العربية السعودية بعلاقات الأخيرة مع باكستان. أيدت المملكة العربية السعودية موقف باكستان من نزاع كشمير وأيدتها كذلك أثناء الحرب الهندية الباكستانية عام 1971، وذلك على حساب علاقاتها مع الهند. كما أثرت العلاقات الوثيقة بين الاتحاد السوفيتي والهند على العلاقات الهندية السعودية. خلال حرب الخليج الثانية (1990-1991)، حافظت الهند رسميا على الحياد. كما كانت العلاقات العسكرية والاستراتيجية الوثيقة بين المملكة العربية السعودية وباكستان مصدر ضغط مستمر.
منذ التسعينيات، اتخذت الدولتان خطوات لتحسين العلاقات. دعمت المملكة العربية السعودية منح مركز المراقب للهند في منظمة التعاون الإسلامي (OIC) ووسعت تعاونها مع الهند في مجال محاربة الإرهاب في الشرق الأوسط. في يناير 2006، قام العاهل السعودي الملك عبد الله بزيارة خاصة للهند، ليصبح أول ملك سعودي منذ 51 عاما يقوم بذلك. وقع العاهل السعودي ورئيس الوزراء الهندي مانموهان سينغ اتفاقية لإقامة شراكة إستراتيجية في مجال الطاقة سُميت «إعلان دلهي». ينص الاتفاق على «كمية موثوقة ومستقرة ومتزايدة من إمدادات النفط الخام إلى الهند من خلال عقود طويلة الأجل». كما اتفقت الدولتان على مشاريع مشتركة وتطوير صناعة النفط والغاز الطبيعي في القطاعين العام والخاص. وصف البيان المشترك لإعلان نيودلهي زيارة الملك عبد الله بن عبد العزيز آل سعود بأنها «تُبشر بعهد جديد في العلاقات الهندية السعودية».
في عام 2019، زادت المملكة العربية السعودية حصة الحجاج القادمين من الهند، لتصبح بذلك ثاني أعلى بلد من حيث عدد الحجاج. وهكذا، ازداد عدد الحجاج الهنود في عام 2019 إلى 200,000 حاج في السنة.

## التبادلات التجارية
منذ التسعينيات، ساعد تحرير الاقتصاد الهندي في تعزيز التجارة مع المملكة العربية السعودية التي تُزود الهند سنويا بحوالي 175 مليون برميل (25 مليون طن متري) من النفط الخام، ما يُعادل ربع احتياجات الهند من النفط. في 2006-2007، بلغ حجم التجارة الثنائية 16 مليار دولار (3 مليار دولار باستثناء النفط) ومن المتوقع أن يتضاعف الرقم بحلول عام 2010. تبلغ صادرات الهند الحالية إلى المملكة العربية السعودية 2.6 دولار أمريكي  مليار دولار، في حين أن صادرات المملكة العربية السعودية في حدود 13.4 مليار دولار أمريكي (1.2 مليار دولار أمريكي باستثناء النفط). تشمل صادرات الهند الرئيسية الأرز البسمتي والمنسوجات والملابس والآلات، بينما تستورد المواد الكيميائية العضوية وغير العضوية والخردة المعدنية والجلود والذهب والنفط من المملكة العربية السعودية. من المتوقع أن تُوسع الدولتان حجم التبادلات التجارية والتعاون والمشاريع المشتركة في مجالات الاتصالات والأدوية والخدمات الصحية وتكنولوجيا المعلومات والتكنولوجيا الحيوية والزراعة ومشاريع البناء والطاقة والخدمات المالية. اتفق البلدان على إطلاق مشاريع مشتركة لتطوير مصانع الأسمدة القائمة على الغاز في المملكة العربية السعودية. وافقت الهند على إنشاء معاهد للتعليم العالي والبحث العلمي، وتوفير الفرص التعليمية في الهند للطلاب السعوديين وتوسيع التعاون بين المجلس الهندي للبحوث العلمية والصناعية ومنظمة المعايير السعودية (SASO).
بلغ حجم التجارة بين الهند والسعودية حوالي 25 مليار دولار أمريكي في السنة المالية الماضية مع تواجد حوالي مليوني عامل هندي في المملكة العربية السعودية.
بلغت الواردات السعودية من الهند 7 مليارات دولار ما يُعادل 2.7٪ من إجمالي صادرات الهند في عام 2015. السلع الرئيسية العشرة التي تُصدرها الهند إلى المملكة العربية السعودية هي:
1. النفط: 1.8 مليار دولار
2. الحبوب: 1.1 مليار دولار
3. الآلات: 459 مليون دولار
4. منتجات الحديد أو الصلب: 367.8 مليون دولار
5. المواد الكيميائية العضوية: 336.8 مليون دولار
6. اللحوم: 267.9 مليون دولار
7. المركبات: 229 مليون دولار
8. منتجات السيراميك: 217.4 مليون دولار
9. المعدات الإلكترونية: 203.9 مليون دولار
10. الملابس (غير متماسكة أو كروشيه): 162.8 مليون دولار

بلغت الصادرات السعودية إلى الهند 21.4 مليار دولار أو 5.5٪ من إجمالي واردات الهند في عام 2015. السلع الرئيسية العشرة التي تُصدرها المملكة العربية السعودية إلى الهند هي:
1. النفط: 16.4 مليار دولار
2. المواد الكيميائية العضوية: 1.2 مليار دولار
3. المواد البلاستيكية: 954.2 مليون دولار
4. الأسمدة: 729.9 مليون دولار
5. الأحجار الكريمة والمعادن الثمينة: 631.4 مليون دولار
6. الطائرات، المركبات الفضائية: 542.9 مليون دولار
7. المواد الكيميائية غير العضوية: 199.5 مليون دولار
8. الألومنيوم: 193.6 مليون دولار
9. النحاس: 142.9 مليون دولار
10. السلع الكيماوية الأخرى: 95.3 مليون دولار

في عام 2018، بلغ حجم التبادلات التجارية بين البلدين 27.5 مليار دولار.

## الاستثمارات المشتركة
باعتبار كل من الهند والمملكة العربية السعودية من الدول النامية، فإن البلدين يحتاجان إلى جذب المزيد من الاستثمارات في البنية التحتية والتنمية. لوحظ نمو تدريجي في حجم الاستثمارات الثنائية بين البلدين بعد سياسة تحرير الهند في عام 1991، وزيادة أسرع قليلا في الألفية الجديدة. تحتل المملكة العربية السعودية المرتبة 15 من حيث الاستثمارات الأجنبيية المباشرة للهند والمركز الثاني بين الدول العربية (بعد الإمارات العربية المتحدة). بلغ قيمة المشاريع والاستثمارات السعودية المباشرة في الهند 21.55 مليون دولار أمريكي خلال الفترة 2004-2005 إلى 2007-2008. السعودية هي أيضا من بين الدول الرئيسية في حجم الاستثمارات الأجنبية المباشرة في الهند، حيث استثمرت 422 مليون روبية هندية (7٫0 مليون دولار أمريكي) خلال الفترة من شهر أغسطس 1991 إلى ديسمبر 1999 و 691 مليون روبية هندية (11 مليون دولار أمريكي) خلال الفترة من يناير 2000 إلى أغسطس 2008. تشمل الاستثمارات مجالات متنوعة مثل صناعة الورق والمواد الكيميائية وبرامج الكمبيوتر ومعالجة الجرانيت والمنتجات والآلات الصناعية والإسمنت والصناعات المعدنية، إلخ. كما أبدت الشركات الهندية اهتمامها بإنشاء مشاريع مشتركة أو شركات تابعة مملوكة بالكامل في السوق السعودية بعد القوانين السعودية الجديدة. وفقًا لمسح أجرته هيئة الاستثمار السعودية، فخلال عام 2005، كانت الهند تمتلك 56 مشروعا في إطار الاستثمارات الأجنبية المباشرة في المملكة العربية السعودية وتبلغ قيمتها 304 مليون ريال سعودي. هذه المشاريع كانت في قطاعات مختلفة مثل خدمات الإدارة والاستشارات، ومشاريع البناء، والاتصالات، وتكنولوجيا المعلومات، والمستحضرات الصيدلانية، إلخ. علاوة على ذلك، أقامت العديد من الشركات الهندية علاقات تعاون مع الشركات السعودية في مجالات التصميم والاستشارات والخدمات المالية وتطوير البرمجيات.

## زيارة مانموهان سينغ للمملكة العربية السعودية في 2010
رئيس الوزراء الهندي مانموهان سينغ قام في 27 فبراير 2010 بزيارة إلى المملكة العربية السعودية تستغرق ثلاثة أيام. وقد رافقه كل من زوجته غورشاران كاور، ووزير الصحة غلام نبي آزاد ووزير التجارة والصناعة أناند شارما، ووزير البترول مورلي ديورا ووزير الدولة للشؤون الخارجية شاشي ثارور. كانت الزيارة الثالثة التي يقوم بها رئيس وزراء هندي إلى المملكة والأولى منذ عام 1982.
في بادرة دبلوماسية نادرة ترمز إلى العلاقات الثقافية والاجتماعية والاقتصادية القوية بين البلدين، استقبل ولي العهد الأمير سلطان بن عبد العزيز الدكتور سينغ والوفد الرسمي المرافق له في المحطة الملكية لمطار الملك خالد الدولي برفقة أعضاء الحكومة السعودية بالكامل. في خروج عن قواعد البروتوكول، تم فرش سجادة حمراء لرئيس الوزراء، بدلاً من السجادة الخضراء التقليدية. تم رفع الأعلام الهندية والسعودية على طول مسافة 40 كلم التي تفصل المطار عن وسط المدينة.
في اليوم الثاني، أُقيم حفل استقبال رسمي على شرف ضيوف الدولة، وكان مقررا أن يقوم مانموهان سينغ بخطاب أمام أعضاء مجلس الشورى، وهو امتياز وُصف بأنه «شرف فريد». تم السماح للدبلوماسية لاثا ريدي بعدم ارتداء العباءة أو الحجاب. تم وصف هذه الإيماءة الخاصة بأنها «رمزية إلى حد كبير، لكنها علامة على تغير الأزمنة».
خلال زيارته حصل سينغ على الدكتوراه الفخرية من جامعة الملك سعود السعودية، وتم توقيع مذكرة تفاهم للتعاون بين المعهد الهندي للعلوم في بنغالور وجامعة الملك سعود بحضور رئيس الوزراء. في وقت لاحق، تحدث رئيس الوزراء في حدث جرى في السفارة الهندية واستضافه السفير الهندي تالميز أحمد، وأشاد بالمساهمات التي قدمها أكثر من 1.8 مليون مواطن هندي يعيشون في السعودية. وقال «الهند فخورة بكم وفخورة بإنجازاتكم في هذا البلد».
تم التوقيع على معاهدة لتسليم المجرمين بين وزير الصحة ورعاية الأسرة الهندي غلام نبي آزاد والأمير نايف بن عبد العزيز النائب الثاني لرئيس الوزراء ووزير الداخلية. كما تم التوقيع على أربع اتفاقيات تتعلق بنقل الأشخاص المحكوم عليهم، والتعاون الثقافي، ومذكرة تفاهم بين منظمة أبحاث الفضاء الهندية ومدينة الملك عبد العزيز للعلوم والتقنية من أجل التعاون في أبحاث الفضاء وتكنولوجيا المعلومات وتطوير البحث المشترك. وجود الزعيمين. كما تم التوقيع على أربع اتفاقيات أخرى في اليوم السابق، بما في ذلك اتفاقية بقيمة 80 مليون دولار أمريكي مع شركة تاتا موتورز لتزويد السعودية بالحافلات المدرسية.  
عاد سينغ إلى الهند في 1 مارس 2010 في ختام هذه الزيارة التي استمرت ثلاثة أيام. تعد هذه الزيارة محاولة من الهند لزيادة عمق العلاقات بين البلدين وجذب الاستثمارات من رجال الأعمال في المملكة العربية السعودية.

## زيارة ناريندرا مودي في 2016

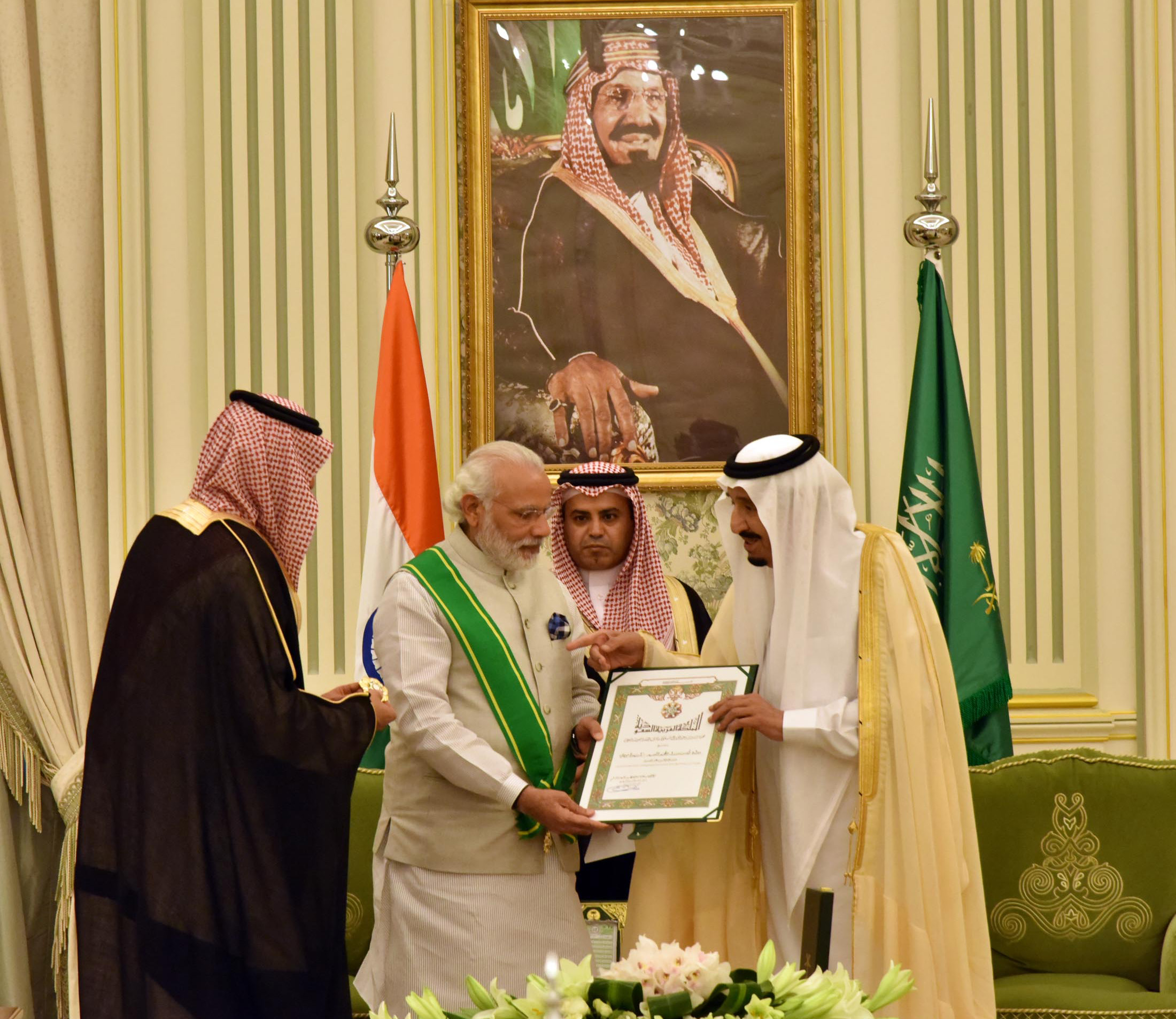
لحظة منح الملك سلمان رئيس الوزراء الهندي ناريندرا مودي وسام الملك عبد العزيز، عام 2016.

تمحور جدول أعمال الزيارة حول مجالات الطاقة والأمن والتجارة وظروف عيش الجالية الهندية في السعودية. مودي هو أول هندي يُمنح وسام الملك عبد العزيز.

## زيارة الهند 2019
في فبراير 2019، قام ولي العهد السعودي الأمير محمد بن سلمان، بزيارة إلى الهند خلال رحلته إلى العديد من الدول الآسيوية. التقى ولي العهد برئيس الوزراء الهندي بالإضافة إلى عدد من كبار المسؤولين في الهند. الهدف الرئيسي من الزيارة هو تحسين العلاقات التاريخية بين البلدين. اتفق الجانبان على زيادة العلاقات التجارية بين البلدين. علاوة على ذلك، تم الرفع من عدد الحجاج الهنود الذين يُؤدون فريضة الحج في المملكة العربية السعودية إلى 200,000 سنويا. توقع الأمير السعودي أن يصل حجم الاستثمارات السعودية المباشرة في الهند إلى 100 مليار دولار في العامين المقبلين.

## مقارنة بين البلدين
هذه مقارنة عامة ومرجعية للدولتين:
| وجه المقارنة                                              | الهند                           | السعودية        |
| --------------------------------------------------------- | ------------------------------- | --------------- |
| المساحة (كم2)                                             | 3.29 مليون                      | 2.25 مليون      |
| عدد السكان (نسمة)                                         | 1.350 مليار                     | 33.00 مليون     |
| العاصمة                                                   | نيودلهي                         | الرياض          |
| اللغة الرسمية                                             | اللغة الهندية، اللغة الإنجليزية | اللغة العربية   |
| العملة                                                    | روبية هندية                     | ريال سعودي      |
| الناتج المحلي الإجمالي (بليون دولار)                      | 2,689,992 تريليون               | 769,878 مليار   |
| الناتج المحلي الإجمالي (تعادل القوة الشرائية) بليون دولار | 9,489,302 مليون                 | 1,796,205 مليون |
| الناتج المحلي الإجمالي الاسمي للفرد دولار أمريكي          | 1.688 ألف                       | 20.139 ألف      |
| الناتج المحلي الإجمالي للفرد دولار أمريكي                 | 4,077 ألف                       | 31,245 ألف      |
| مؤشر التنمية البشرية                                      | 0.624                           | 0.837           |
| رمز المكالمات الدولي                                      | +112                            | +966            |
| رمز الإنترنت                                              | .in                             | .sa             |
| المنطقة الزمنية                                           | ت ع م+05:30                     | ت ع م+03:00     |

## منظمات دولية مشتركة
يشترك البلدان في عضوية مجموعة من المنظمات الدولية، منها:
| علم المنظمة | اسم المنظمة                        | تاريخ انضمام الهند | تاريخ انضمام السعودية |
| ----------- | ---------------------------------- | ------------------ | --------------------- |
|             | يونسكو                             | 4 نوفمبر 1946      | 4 نوفمبر 1946         |
|             | البنك الدولي للإنشاء والتعمير      | 27 ديسمبر 1945     | 26 أغسطس 1957         |
|             | منظمة حظر الأسلحة الكيميائية       | ?                  | ?                     |
|             | الأمم المتحدة                      | 30 أكتوبر 1945     | 24 أكتوبر 1945        |
|             | مؤسسة التمويل الدولية              | 20 يوليو 1956      | 18 سبتمبر 1962        |
|             | وكالة ضمان الاستثمار متعدد الأطراف | 16 يونيو 2003      | 12 أبريل 1988         |
|             | منظمة التعاون الإسلامي             | ?                  | 25 سبتمبر 1969        |
|             | الاتحاد البريدي العالمي            | ?                  | ?                     |
|             | مؤسسة التنمية الدولية              | 2 فبراير 1961      | 24 سبتمبر 1960        |
|             | منظمة الشرطة الجنائية الدولية      | ?                  | 13 يونيو 1956         |
|             | الاتحاد الدولي للاتصالات           | 1869               | 7 فبراير 1949         |